# لامپ رگولاتور ولتاژ

نمایش طرح‌واره یک لامپ رگولاتور ولتاژ با کاتد سرد

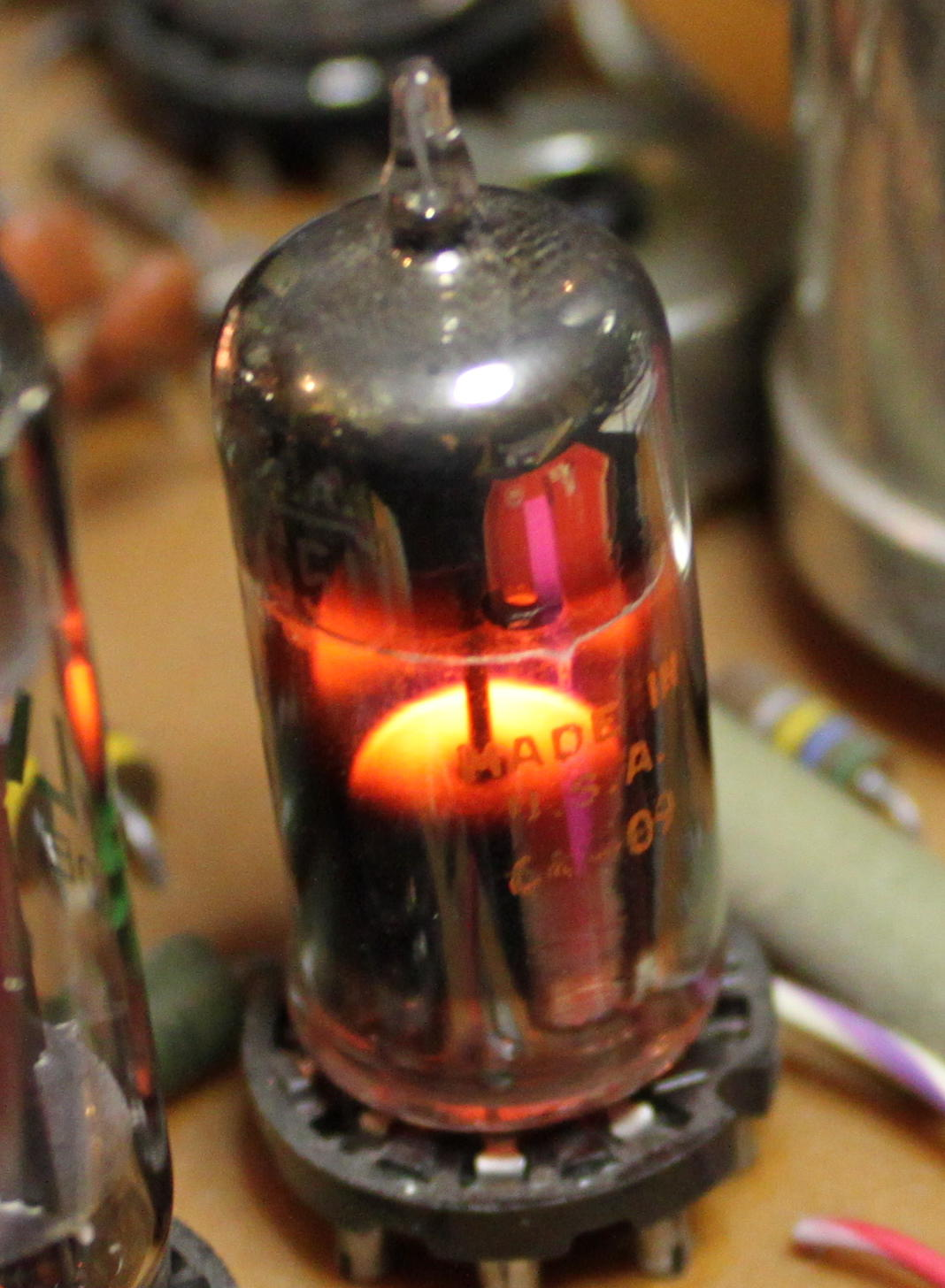
۵۶۵۱ لامپ رگولاتور در حال کار

لامپ رگولاتور ولتاژ (به انگلیسی: voltage-regulator tube) یا لامپ تثبیت‌کننده ولتاژ (لامپ وی‌آر) یک قطعه الکترونیکی است که به عنوان رگولاتور شنت برای نگه داشتن ولتاژ ثابت در یک سطح از پیش‌تعیین‌شده استفاده می‌شود.
از نظر فیزیکی، این افزاره‌ها شبیه لامپ‌های خلاء هستند، اما دو تفاوت اصلی وجود دارد:
- پوشش‌های شیشه‌ای آنها با مخلوط گاز پُرشده است و
- آنها یک کاتد سرد دارند. کاتد برای گسیل الکترون با فیلامان گرم نمی‌شود.

از نظر الکتریکی، این افزاره‌ها شبیه دیودهای زنر هستند، با تفاوت‌های عمده زیر:
- آنها به جای شکست زنر به یونش گاز متکی هستند
- ولتاژ تغذیه تثبیت نشده باید ۱۵ تا ۲۰ درصد بالاتر از ولتاژ خروجی اسمی باشد تا اطمینان حاصل شود که تخلیه شروع می‌شود.
- در صورتی که جریان عبوری از لامپ خیلی کم باشد، خروجی می‌تواند بالاتر از مقدار اسمی باشد.

هنگامی که ولتاژ کافی بر روی الکترودها اعمال می‌شود، گاز یونیزه می‌شود و یک تخلیه تابشی در اطراف الکترود کاتد ایجاد می‌کند. لامپ وی‌آر سپس به عنوان یک افزاره مقاومت منفی عمل می‌کند؛ با افزایش جریان از طریق افزاره، میزان یونش نیز افزایش می‌یابد و مقاومت افزاره در برابر جریان بیشتر کاهش می‌یابد. به این ترتیب، افزاره جریان کافی را برای نگه‌داشتن ولتاژ در پایانه‌های خود به مقدار مورد نظر هدایت می‌کند.
از آنجایی که افزاره تقریباً مقدار نامحدودی جریان را هدایت می‌کند، باید ابزار خارجی برای محدود کردن جریان وجود داشته باشد. معمولاً این توسط یک مقاومت خارجی در بالادست لامپ وی‌آر ارائه می‌شود. سپس لامپ وی‌آر هر بخشی از جریان را که به بار پایین‌دست جریان نمی‌یابد هدایت می‌کند و ولتاژ تقریباً ثابتی را در سراسر الکترودهای لامپ وی‌آر حفظ می‌کند. ولتاژ تثبیت‌سازی لامپ وی‌آر تنها زمانی تضمین می‌شد که مقدار جریانی را در محدوده مجاز انجام داد. به ویژه، اگر جریان عبوری از لامپ برای حفظ یونش خیلی کم باشد، ولتاژ خروجی می‌تواند بالاتر از خروجی اسمی باشد — تا حد ولتاژ منبع تغذیه ورودی. اگر جریان عبوری از لامپ خیلی زیاد باشد، می‌تواند وارد حالت تخلیه قوسی شود که در آن ولتاژ به‌طور قابل‌توجهی کمتر از مقدار اسمی خواهد بود و ممکن است لامپ آسیب ببیند.
برخی از لامپ‌های رگولاتور ولتاژ حاوی مقادیر کمی از رادیوایزوتوپ‌ها برای تولید یونش قابل اعتمادتر بودند.
لامپ کرونا وی‌آر یک نسخه با ولتاژ-بالا است که با فشار نزدیک به اتمسفر با هیدروژن پر می‌شود و برای ولتاژهای مختلف از ۴۰۰ ولت تا ۳۰ کیلو ولت طراحی شده است. در ده‌ها میکرو آمپر. شکل هم‌محور دارد؛ الکترود استوانه‌ای بیرونی کاتد و درونی آند است. پایداری ولتاژ به فشار گاز بستگی دارد.
یک لامپ رگولاتور ولتاژ هیدروژن موفق، از سال ۱۹۲۵، لامپ ریتیان بود که به رادیوهای آن زمان اجازه می‌داد به جای باتری از برق AC استفاده کنند.

## مدل‌های خاص
در آمریکا به لامپ‌های وی‌آر شماره قطعه لامپ ریتما داده شد. بدون وجود گرم‌کن (رشته)، شماره قطعات لامپ با " ۰ " (صفر) شروع می‌شود.
در اروپا، لامپ‌های وی‌آر تحت سیستم حرفه‌ای (" ZZ1xxx ") و تحت یک سیستم اختصاصی شماره قطعه داده می‌شدند.
در اتحاد جماهیر شوروی، استابیلیترون‌های تخلیه‌تابشی به صورت سیریلیک با شماره سریال توسعه نامگذاری شدند. به عنوان مثال، "СГ۲۱Б"، "СГ۲۰۴К" و به عنوان مثال
لامپ‌های هشت‌پایه، جریان ۵–۴۰ میلی‌آمپر :
- ۰ای۳ – ۷۵ ولت
- ۰بی۳ – ۹۰ ولت
- ۰سی۳ – ۱۰۵ ولت (بهترین تثبیت‌سازی از این چهارتا)
- ۰دی۳ – ۱۵۰ ولت

لامپ‌های مینیاتوری، جریان ۵–۳۰ میلی‌آمپر:
- ۰ای۲ – ۱۵۰ ولت
- ۰بی۲ – ۱۰۸ ولت (بهترین تثبیت‌سازی از این سه)
- ۰سی۲ – ۷۲ ولت

لامپ‌های مینیاتوری، جریان ۱–۱۰ میلی‌آمپر:
- 85A2 – ۸۵ ولت (معادل: 0G3، CV449، CV4048، QS83/3، QS1209)

جریان مرجع ولتاژ ۱٫۵–۳٫۰ میلی‌آمپر:
- ۵۶۵۱ – ۸۷ ولت (محبوب‌ترین مرجع ولتاژ ساخته شده تا کنون)

- 5651A – ۸۵٫۵ ولت

لامپ‌های زیرمینیاتوری:
- مدل‌های مختلفی مانند 991[۵] که شبیه لامپ‌های نئون بودند، اما برای تثبیت‌سازی بسیاردقیق ولتاژ بهینه شده بودند.

لامپ‌های کرونا مینیاتوری، جریان ۵–۵۵ میکروآمپر:
- CK1022 1 کیلوولت[۶]

لامپ‌های کرونای مینیاتوری با انتهای سیمی:
- سی‌کی۱۰۳7 (6437) ۷۰۰ ولت، ۵–۱۲۵ میکروآمپر[۷]
- سی‌کی۱۰۳۸ ۹۰۰ ولت، ۵–۵۵ میکروآمپر[۸]
- سی‌کی۱۰۳9 (6438) ۱٫۲ کیلوولت، ۵–۱۲۵ میکروآمپر[۹]

## ملاحظات طراحی
برخی از لامپ‌های رگولاتور ولتاژ دارای یک جامپر داخلی هستند که بین دوپایه متصل است. این جامپر را می‌توان به صورت سری با سیم‌پیچ ترانسفورماتور ثانویه استفاده کرد. سپس، اگر لامپ برداشته شود، به جای اینکه ولتاژ تثبیت نشود، خروجی خاموش می‌شود.
از آنجایی که تخلیه تابشی یک فرایند «آماری» است، با تغییر سطح یونش، مقدار مشخصی نویز الکتریکی به ولتاژ تثبیت‌شده وارد می‌شود. در بیشتر موارد، با قرار دادن یک خازن کوچک به موازات لامپ وی‌آر یا با استفاده از یک شبکه واتزویج آرسی در پایین‌دست لامپ وی‌آر، می‌توان آن را به راحتی فیلتر کرد. ظرفیت‌خازنی بسیار بزرگ (>۰٫۱ میکروفاراد برای یک 0D3، برای نمونه)، با وجود این، مدار یک نوسان‌ساز آرامش را تشکیل می‌دهد، که قطعاً تثبیت‌سازی ولتاژ را خراب می‌کند و احتمالاً باعث از کار افتادن فاجعه بار لامپ می‌شود.
لامپ‌های وی‌آر می‌توانند به صورت سری برای محدوده‌های ولتاژ بیشتر کار کنند. آنها را نمی‌توان به صورت موازی به کار بُرد: به دلیل تغییرات ساخت، جریان به‌طور مساوی بین چندین لامپ به صورت موازی تقسیم نمی‌شود. (به رفتار معادل با دیودهای زنر متصل‌شده سری و موازی توجه کنید)
در حال حاضر، لامپ‌های وی‌آر تقریباً به‌طور کامل توسط رگولاتورهای حالت جامد مبتنی‌بر دیودهای زنر و دیودهای شکست بهمن جایگزین شده‌اند.

## اطلاعات لامپ وی‌آر
لامپ‌های وی‌آر که به درستی کار می‌کنند در طول عملکرد عادی می‌درخشند. رنگ درخشش بسته به مخلوط گازی که برای پر کردن لامپ‌ها استفاده می‌شود متفاوت است.
اگرچه آنها فاقد گرم‌کن هستند، اما لامپ‌های وی‌آر اغلب در حین کار به دلیل افت جریان و ولتاژ دوسَر آنها گرم می‌شوند.